# Haras Boudienny
Pour les articles homonymes, voir Boudienny.
Le haras Boudienny est un haras russe destiné à l'élevage de chevaux de cavalerie, situé dans l'oblast de Rostov. Il est à l'origine de la sélection de la race de chevaux Boudienny. Il reste le principal haras d'élevage de chevaux appartenant à cette race.
Le Conseil des ministres de l'URSS a décerné le Prix Staline du second degré à ce haras en 1949, et le titre honorifique du Prix Staline. Un décret du Soviet suprême de l'URSS lui a attribué l'Ordre de Lénine, et le nom de haras Première armée de cavalerie - Ordre du Drapeau Rouge du Travail. En outre, 40 employés du haras ont reçu des médailles de l'Union soviétique.
Contrairement aux autres haras de chevaux de race Boudienny, ce dernier appose un marquage au fer froid sur la cuisse des animaux.